# Gryttjen, Medelpad
Gryttjen är en sjö i Sundsvalls kommun i Medelpad och ingår i Ljungans huvudavrinningsområde. Sjön har en area på 2,54 kvadratkilometer och ligger 151,2 meter över havet. Sjön avvattnas av vattendraget Tälgslättån (Malungsån).

## Delavrinningsområde
Gryttjen ingår i det delavrinningsområde (690447-155726) som SMHI kallar för Utloppet av Gryttjen. Medelhöjden är 192 meter över havet och ytan är 11,93 kvadratkilometer. Räknas de 13 avrinningsområdena uppströms in blir den ackumulerade arean 145,1 kvadratkilometer. Tälgslättån (Malungsån) som avvattnar avrinningsområdet har biflödesordning 2, vilket innebär att vattnet flödar genom totalt 2 vattendrag innan det når havet efter 46 kilometer. Avrinningsområdet består mestadels av skog (68 procent). Avrinningsområdet har 2,53 kvadratkilometer vattenytor vilket ger det en sjöprocent på 21,2 procent.